# Кравчук, Евгения Михайловна
Евгения Михайловна Кравчук (укр. Євгенія Михайлівна Кравчук; род. 23 декабря 1985 года, Тернополь) — украинский политический деятель, эксперт по коммуникациям, медиаконсалтингу. Возглавляет пресс-офис партии «Слуга народа».
Народный депутат Украины IX созыва.

## Биография
Родилась в семье врачей. Окончила Институт журналистики Киевского национального университета имени Тараса Шевченко. Выпускница программы FLEX (Future Leaders Exchange Program), училась в Соединенных Штатах Америки. Свободно владеет английским языком.
Кравчук работала на руководящих должностях в аналитических центрах. Партнер в «New Center Consulting».
Ранее работала в журналистике, была продюсером и сценаристкой в документальном кино (фильм Сергея Буковского «Живые»). Принимала участие в съемках документального фильма «Назови своё имя по буквам».
С 2010 по 2014 год входила в оргкомитет Одесского международного кинофестиваля. Работала в венчурном фонде «TA Venture».

## Политическая деятельность
Руководитель пресс-службы партии «УКРОП», директор по коммуникациям в штабе партии «Сильная Украина» и Сергея Тигипко на выборах в 2014 году. Помощница депутата Ирины Констанкевич на общественных началах, была помощником депутата Сергея Тигипко.
В 2015 году — кандидат в депутаты Киевсовета от партии «УКРОП».
Кандидат в народные депутаты от партии «Слуга народа» на парламентских выборах 2019 года, № 112 в списке. На время выборов: временно не работает, беспартийная. Проживает в Киеве.
Заместитель председателя депутатской фракции партии «Слуга народа». Заместитель председателя Комитета Верховной рады Украины по вопросам гуманитарной и информационной политики.
Заместитель члена Постоянной делегации в Парламентской ассамблее Совета Европы.
В декабре 2019 года она стала членом Межфракционного объединения «Гуманитарная страна», созданного по инициативе UAnimals для продвижения гуманистических ценностей и защиты животных от жестокого обращения.